# Fabian Grubeck
Fabian Grubeck (* 12. März 1996) ist ein österreichischer Fußballspieler.

## Karriere
Grubeck hatte seine Karriere beim SK Schärding begonnen, ehe er 2010 in die AKA Ried ging. Im August 2013 spielte er erstmals für die Landesligamannschaft, die damalige SPG Neuhofen/Ried Amateure. 2014 wechselte er zum Viertligateam des SV Grödig. Nachdem er im Sommer 2015 in den Profikader aufgerückt war, gab er am letzten Spieltag der Saison 2015/16 sein Bundesligadebüt, als er im Auswärtsspiel gegen die SV Mattersburg in der Schlussphase eingewechselt wurde.
Nachdem sich Grödig aus dem Profifußball zurückgezogen hatte, wechselte Grubeck im Sommer 2016 zum Regionalligisten FC Kufstein. Im Jänner 2017 kehrte er zu seinem Jugendklub SK Schärding in die fünftklassige Landesliga West zurück und war dort bis zum Saisonende 2020/21 aktiv, ehe er sich dem Siebentligisten (1. Klasse Südwest) USV Neuhofen im Innkreis anschloss. In seiner ersten Spielzeit beim Klub wurde er auf Anhieb Meister und stieg mit der Mannschaft in die sechstklassige Bezirksliga Süd auf. Bei 23 von 26 möglich gewesenen Ligaeinsätzen brachte er es auf elf Treffer und war damit hinter Michael Reifeltshammer, dem jüngeren Bruder der beiden ehemaligen Profispieler Raphael und Thomas Reifeltshammer, der es auf 39 Tore gebracht hatte, der zweitbeste Torschütze der Neuhofener in dieser Saison.

## Persönliches
Sein Bruder Valentin ist ebenfalls Fußballspieler.